# Fred Heller
Fred Heller (geboren als Alfred Heller, 16. April 1889 in Obersiebenbrunn, Österreich-Ungarn; gestorben 12. April 1949 in Montevideo) war ein österreichischer Journalist, Kritiker und Schriftsteller.

## Leben
Alfred Heller studierte in Wien Medizin ohne Abschluss. Er war schon als Student schriftstellerisch tätig und veröffentlichte Beiträge in der Satire-Zeitschrift Meggendorfer-Blätter. Von 1918 bis 1920 arbeitete er als Journalist und Theaterkritiker für die Zeitschrift Der Friede und war dann auf Dauer Redakteur bei der Wiener Zeitung Der Tag. Daneben wirkte er als Dramaturg für das Theater und schrieb mit Adolf Schütz Theaterstücke. 1931 veröffentlichte er den Kriminalroman Trocadero.
Nach dem Anschluss Österreichs 1938 floh er nach Italien, dann in die ČSR, von dort nach Uruguay. Er schrieb in Montevideo für die Emigrantenzeitung Argentinisches Tageblatt und die Jüdische Wochenschrift, die in Buenos Aires verlegt wurden. 1941 gründete er mit Albert Maurer die deutschsprachige Theatergruppe Die Komödie.

## Werke (Auswahl)

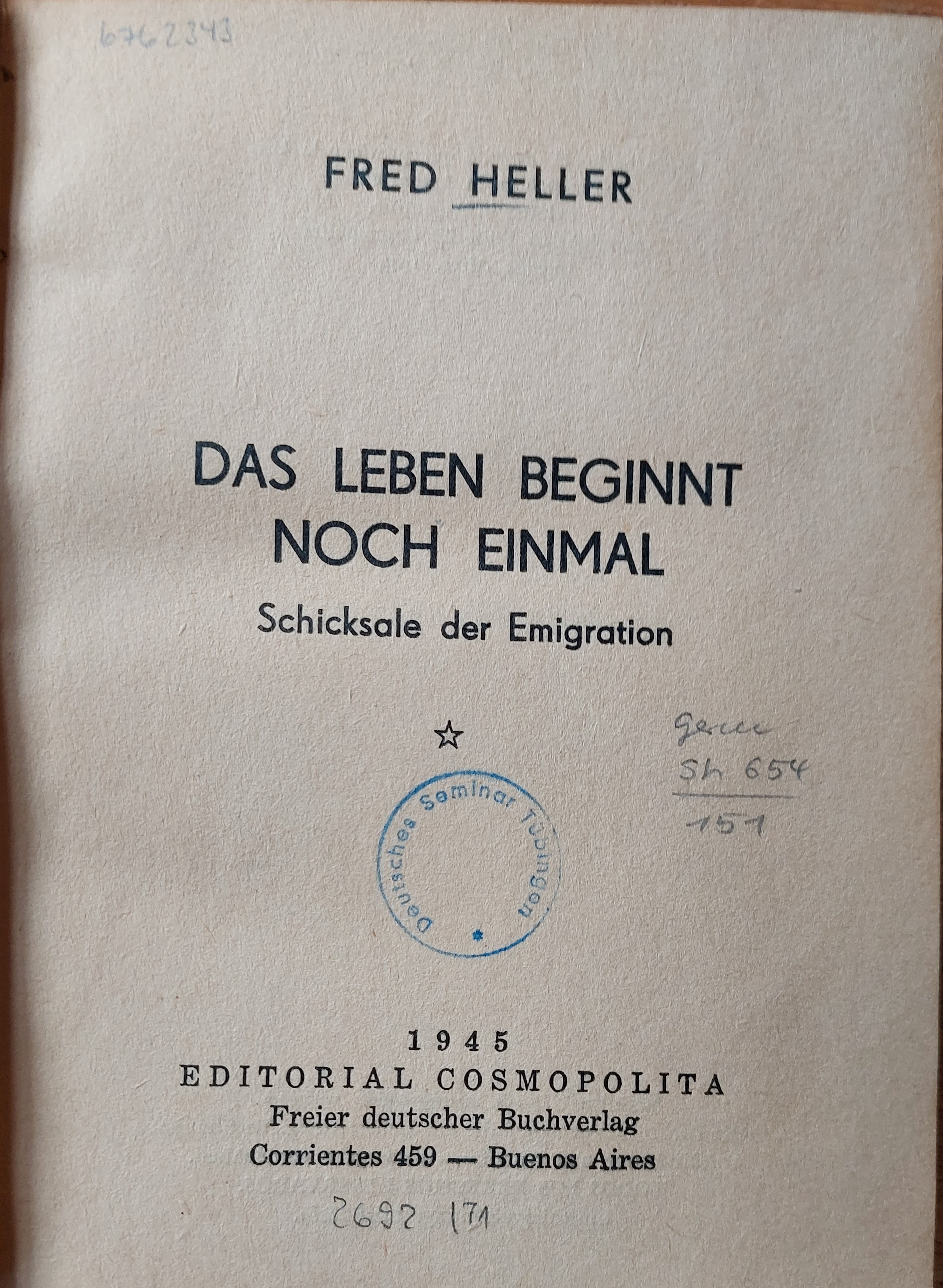
Das Leben beginnt noch einmal (1945)

- Der Franzl und andere Habsburger-Anekdoten. Hannover. P. Steegemann, 1925.
- Trocadero. Roman. Berlin : Cassierer, 1931.
- Fred Heller; Bruno Engler: Das Ministerium ist beleidigt. Theaterstück, Gesangstexte Hans Lengsfelder, Siegfried Tisch, 1937.
- Fred Heller; Adolf Schütz: Der große Bluff. Komödie, 1926.
- Diktatur der Frauen. Komödie, 1932.
- Tracadero. Roman, 1931.
- Freigeld zerstört die Volkswohlfahrt. Luzern: Haag, 1935.
- Lebensfreude. Komödie, 1935.
- Der Vorhang fällt. Komödie in 6 Bildern. Wien : Pfeffer, 1937.
- Die kleine Freundin des grossen Herrn. Komödie, 1940.
- Das Leben beginnt noch einmal. Schicksale der Emigration. Buenos Aires, 1945.
  - Das Leben beginnt noch einmal. Schicksale der Emigration. Mit einem Vorwort von Fred Heller und einem Nachwort von Reinhard Andress. Wien, 2016.
- Familienalbum einer Stadt. Roman. Buenos Aires, 1948.
- Der Kurpfuscher. Komödie. Buenos Aires, 1948.